# Dendrobium draconis
Dendrobium draconis är en orkidéart som beskrevs av Heinrich Gustav Reichenbach. Dendrobium draconis ingår i släktet Dendrobium, och familjen orkidéer. Inga underarter finns listade i Catalogue of Life.

## Bildgalleri

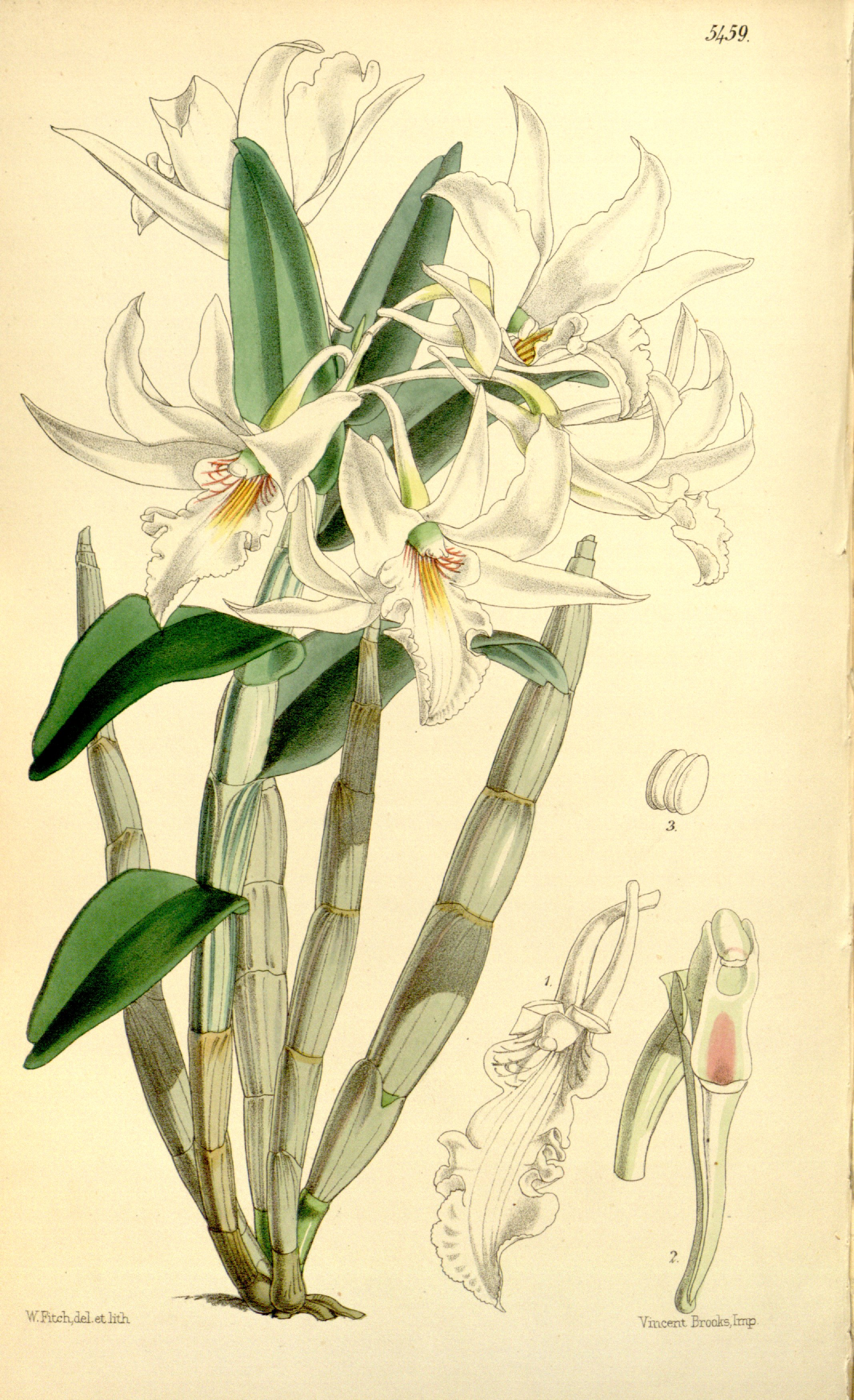
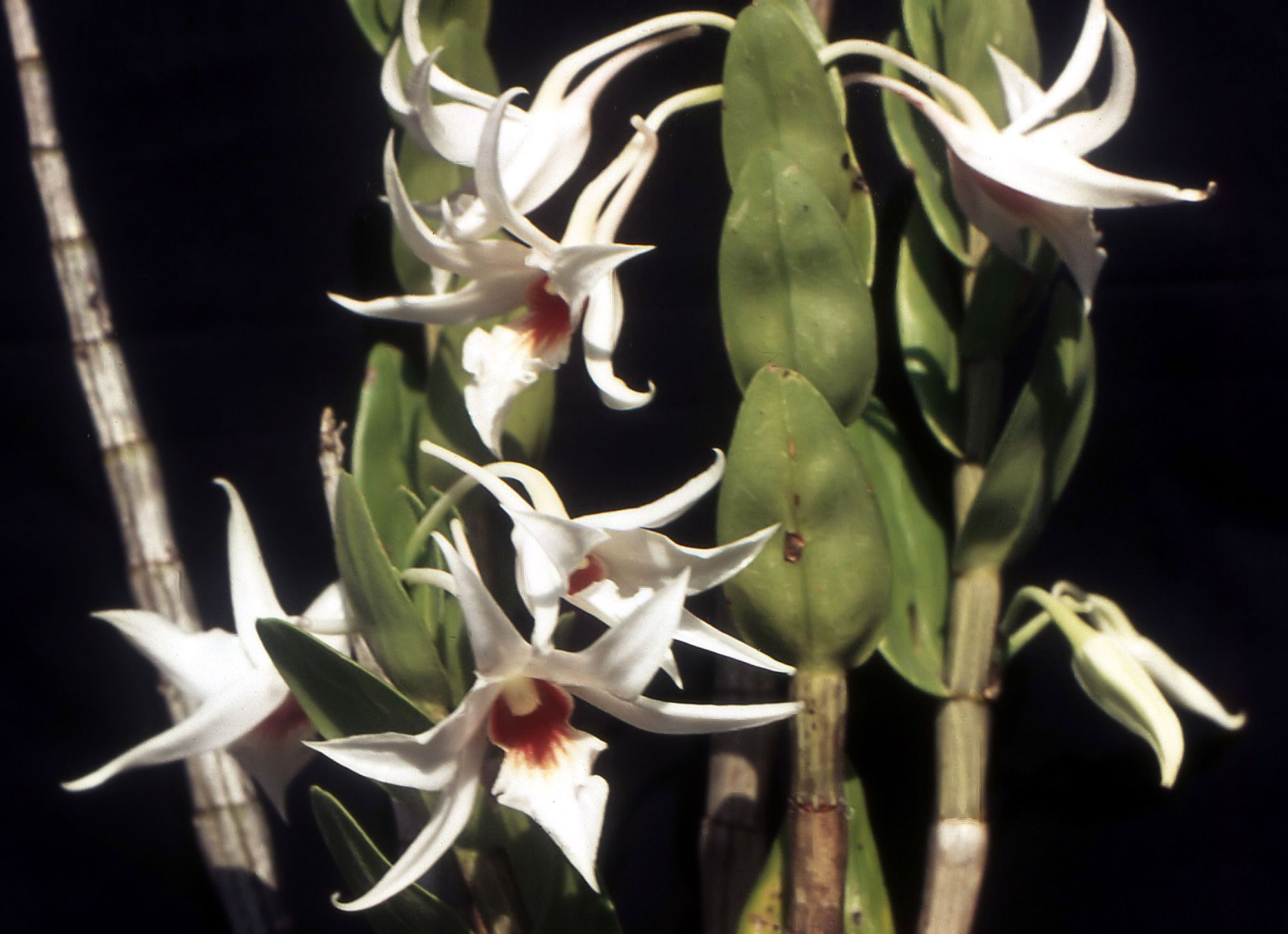
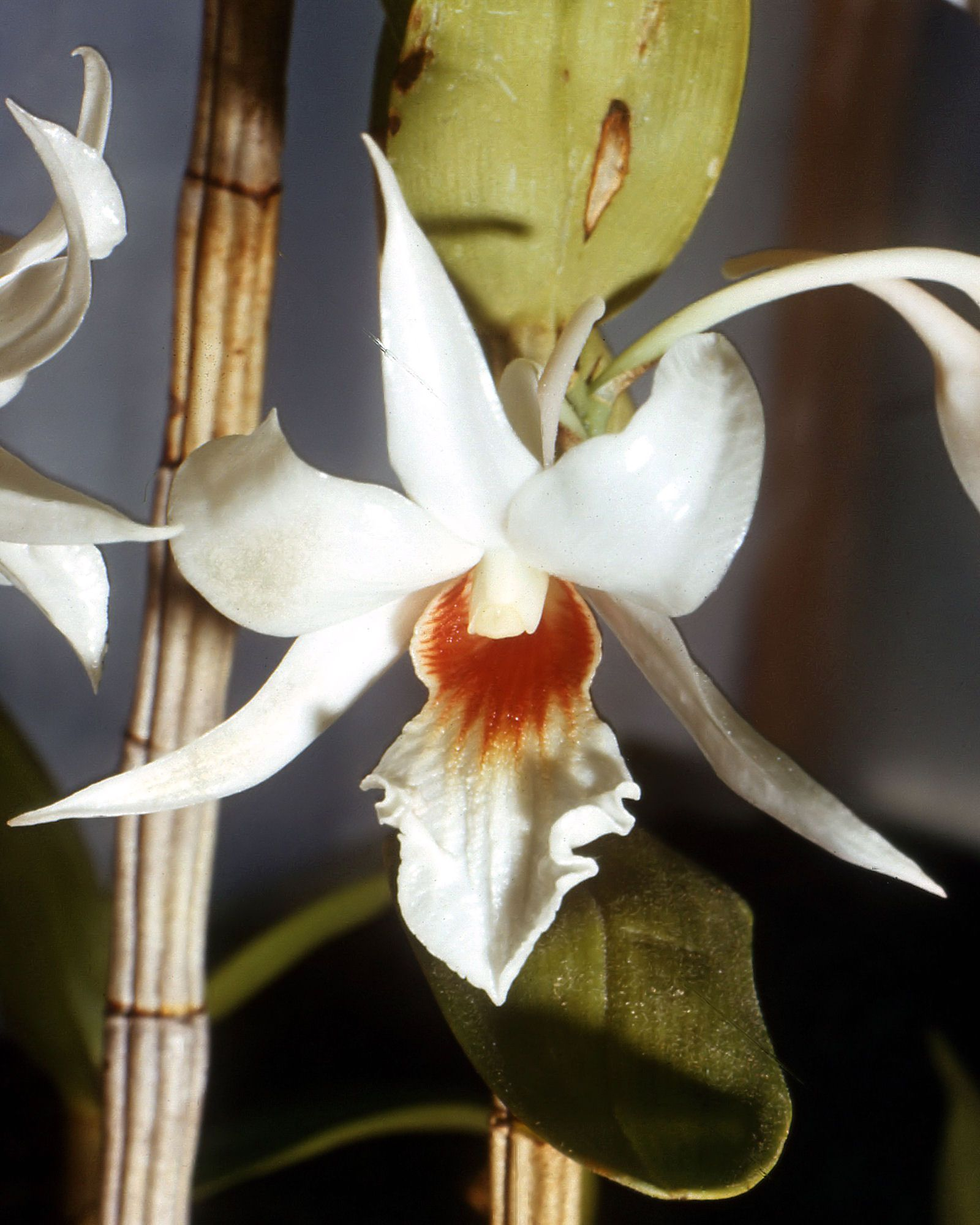